# Beskidek (700 m)
Beskidek (700 m n.p.m.) – mało wybitny szczyt w paśmie Równicy w Beskidzie Śląskim. Znajduje się w nim między Równicą (885 m) na północy a Orłową (813 m) na południu, od tej ostatniej oddzielony przełęczą Beskidek (664 m).
Wschodnie stoki Beskidka opadają do doliny potoku Wielki Suchy, w północno-zachodnim tworzy krótki grzbiet oddzielający dwa źródłowe cieki potoku Sucha Dobka. Rejon szczytu jest trawiasty i znajduje się na nim należące do Ustronia osiedle Beskidek. Grzbietem biegnie granica między miejscowościami Ustroń i Brenna. Dzięki otwartym terenom ze szczytu widoki na potężną Równicę, dolinę Wisły, masyw Wielkiej Czantorii i kompleks wypoczynkowy Judaszowca w Ustroniu. Z polany zbiega droga, którą można zejść do Ustronia.

## Szlak turystyczny
schronisko PTTK na Równicy – Beskidek – przełęcz Beskidek – Orłowa – Świniarka – Zakrzosek – Trzy Kopce Wiślańskie. Odległość 8 km, suma podejść 280 m, czas przejścia 2:25 godz., z powrotem 2:35 godz.

## Przypisy

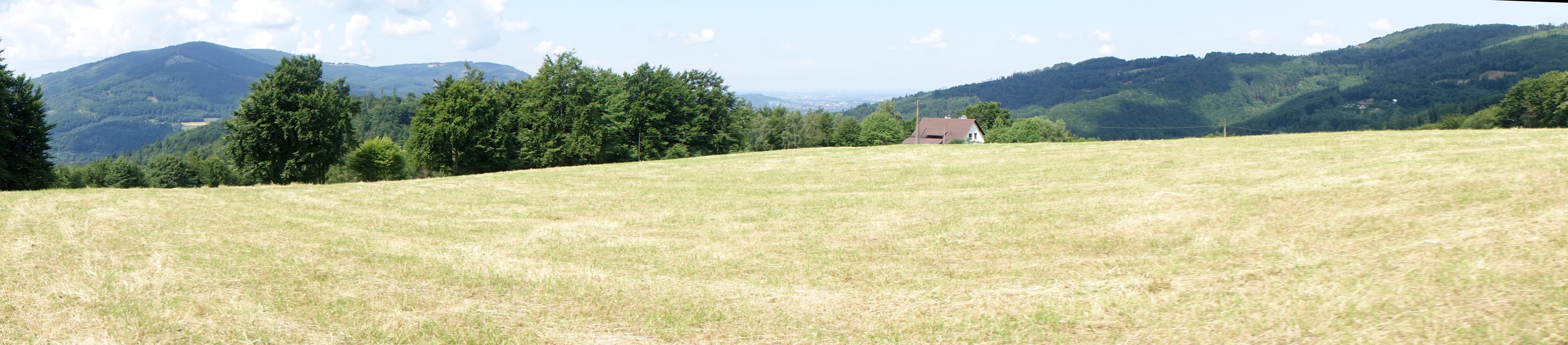
Polana na Beskidku